# Freycinets Epaulettenhai
Freycinets Epaulettenhai (Hemiscyllium freycineti) ist ein Hai aus der Familie der Bambushaie (Hemiscylliidae).

## Merkmale
Die Art erreicht eine Maximallänge von etwa 70 Zentimetern, erwachsene Tiere messen meist zwischen 50 und 60 Zentimeter. Der Körper ist gattungstypisch schlank und wird zum Schwanz hin kontinuierlich schmaler, der Schwanz ist sehr lang ausgebildet. Der Kopf und der Körper sind mit dunklen Flecken bedeckt, besitzen jedoch keine weißen Flecken und auch keine Netzmuster. Oberhalb der Brustflosse befindet sich ein mittelgroßer, dunkler Schulterfleck (Epaulettenfleck) ohne Umrandung. Die Flossen sind bei den Jungtieren dunkel gefärbt, die Färbung löst sich im Wachstum in ein Fleckenmuster aus kleinen und größeren Flecken auf. Zudem haben die Jungtiere dunkle Streifen auf der Kopfunterseite und vollständige Ringe am Schwanzstiel, die bei den ausgewachsenen Tieren ebenfalls verschwinden; hier ist die Unterseite hell.
Sowohl die beiden Rückenflossen als auch die Afterflosse setzen sehr weit hinten am Körper an. Die erste Rückenflosse sitzt dabei weit hinter den Bauchflossen, der Beginn der Afterflosse liegt weit hinter dem Ende der zweiten Rückenflosse.

## Verbreitung und Lebensraum

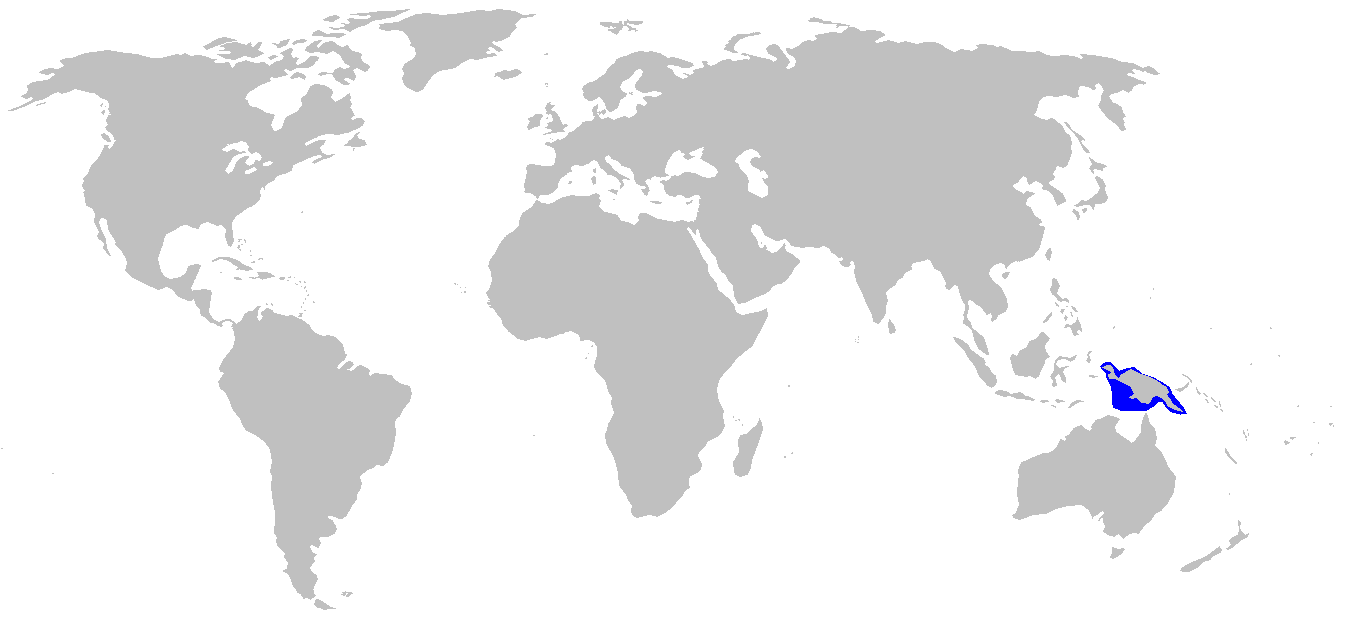
Verbreitung von Freycinets Epaulettenhai

Freycinets Epaulettenhai kommt um Neuguinea und vor Indonesien vor. Er lebt auf dem Kontinentalschelf in Küstennähe, meist in Korallenriffen, über Sandböden und in Seegraswiesen in flachem Wasser.

## Lebensweise
Über die Biologie der Tiere ist nur sehr wenig bekannt. Sie ernähren sich wahrscheinlich von Weich- und Krustentieren. Wie andere Haie der Familie ist er ovipar und legt mehrere Eibeutel. Die Junghaie schlüpfen mit einer Länge von weniger als 19 Zentimetern und die Geschlechtsreife erreichen die Tiere mit einer Länge von 47 bis 64 Zentimetern.

## Verhältnis zum Menschen
Die kleinen Haie werden aufgrund ihrer geringen Größe als für den Menschen ungefährlich eingestuft.
Die International Union for Conservation of Nature (IUCN) führt die Art mit dem Status potentiell gefährdet („Near Threatened“) in der Roten Liste gefährdeter Arten. Da der Hai vor allem im Flachwasser vorkommt, lebt er im Bereich der sich stetig ausbreitenden Fischereizonen um Neuguinea, in denen vor allem mit Schleppnetzen und teilweise auch mit Dynamit gefischt wird. Zugleich ist anzunehmen, dass die Art zunehmend für die Aquaristik gefangen wird.

## Belege
1. ↑  Hemiscyllium freycineti in der Roten Liste gefährdeter Arten der IUCN 2024.1. Eingestellt von: VanderWright, W.J., Allen, G.R., Dudgeon, C.L., Derrick, D., Erdmann, M.V. & Sianipar, A., 2020. Abgerufen am 13. Oktober 2024.